# Эйлин-Мор (острова Кроулин)
Эйлин-Мор (англ. Eilean Mòr) — самый большой из островов Кроулин, расположенных в заливе Иннер-Саунд у острова Скай, Шотландия.
Эйлен-Мор расположен в устье Лох-Каррон, у южного побережья Аплкросса в Уэстер-Росс. Во время отлива он соединяется с соседним Эйлен-Мидхонах.
В ходе раскопок на Эйлин-Мор были обнаружены свидетельства поселения людей в эпоху мезолита 8 000 лет назад. Разрушенные жилища можно увидеть в северо-восточном секторе, рядом с Камас-на-Х-Аннаит (с гэльск. — «церковная бухта»). В середине XIX века жители полуострова Аплкросс были вынуждены покинуть его, чтобы освободить место для овец. Группа семей, не желавших уезжать из Шотландии в дальние страны, поселилась на Кроулин-Мор (Эйлин-Мор), чтобы зарабатывать на жизнь рыболовством и земледелием. Примерно с 1810 по 1920 год на Эйлин-Мор проживало несколько семей. Со временем семьи перебрались обратно в Аплкросс, и примерно с 1920 года остров стал необитаемым.